# Fadila Morsly
 (juillet 2011).
Fadila Morsly, née Fadila Boussena le 6 novembre 1949 à Annaba en Algérie, est une artiste peintre.

## Biographie

### Avant la peinture
Elle étudie le Droit à l'Université d'Alger (maitrise) et obtient un diplôme de 3e cycle en Transport Maritime à l'université d'Aix-en-Provence, en France.
Juriste et commerciale dans une compagnie de navigation (CNAN), avant de devenir avocate au barreau d'Alger.
Elle est contrainte à l'exil en 1990 alors que son pays commence à connaître les prémisses du terrorisme.
Par la suite, elle sera marquée par les ravages de la guerre civile en Algérie.
En 1990, elle suit son époux en Afrique occidentale. Durant deux années, elle s'intéresse à l'histoire de la philosophie et à l'architecture.

### Ses débuts en tant qu'artiste
En 1992, elle s'installe à Aix-en-Provence. Elle fréquente assidûment le musée Granet, participe aux travaux du groupe de réflexion « la Pensée Libre » et s'inscrit au Cercle Condorcet dont elle dirige une commission de travail.
C'est pendant cette période qu'elle commence à peindre des copies à l'huile des œuvres de Renoir, Cézanne, Van Gogh et Picasso.
Elle perfectionne également ses connaissances théoriques de l'Art et s'intéresse fortement à l'art islamique.
Dès la fin de l'année 1992, Fadila Morsly se consacre définitivement à la peinture. Elle fait des voyages à Paris et fréquente régulièrement le musée du Louvre.
Elle se rend également à de multiples expositions et événements d'art contemporain et découvre avec grand intérêt les activités du Centre Pompidou et du Palais de Tokyo.
Comme beaucoup de peintres du XXIe siècle[réf. nécessaire], les débuts de l'artiste sont figuratifs. Elle produit des portraits, des paysages, des huiles aux tons pastels, des natures mortes, imitant en cela les impressionnistes.
Elle fait sa première exposition en 1993 à Saint-Victoret au salon des Peintres présentant quatre œuvres figuratives.

### Les Signes et Symboles
Dès 1996, elle s'intéresse aux symboles et plus particulièrement aux signes. Elle étudie l'histoire de la Méditerranée selon Fernand Braudel.
Ce sont ses toiles de symboles, signes et lettres arabes qui la font connaître du grand public en 1998 lors de sa première exposition individuelle à l'UNESCO (Paris).
Elle quitte le sud de la France en 1999 et vit un an à Paris.
En 2000, elle retourne en Algérie et expose en différents lieux culturels de la capitale. 
Elle participe activement au XXXVe sommet de l'OUA, en montrant au public soixante et onze toiles représentant « Le Portrait de l'Afrique à l'Aube du XXIe siècle ».
La même année, la commission des Arts des Nations Unies à Genève, présente soixante sept œuvres de l'artiste sur le thème: Saint Augustin l'africain, échanges de signes en Méditerranée au XXIe siècle. 
L'année suivante, elle installe cinquante et une toiles dans le hall de l'hôtel Sofitel d'Alger et organise une exposition intitulée « Éclat des villes, villes en éclats » faisant état de la destruction des villes par les hommes devenus fous, dans l'histoire de l'humanité depuis Ur, Carthage, Rome au Twin Towers de New York.
Ces expositions rencontrent un vif écho auprès d'un public algérois, meurtri par les attentats de la guerre civile.
Durant ce séjour l'artiste s'est initiée à la céramique. Elle produit une grande quantité de peintures sur des vases, boites, assiettes et notamment des peintures de mains de Fatma ludiques sur des carrelages.
En 2004, elle retourne à Paris et continue de séjourner à de nombreuses reprises en Algérie pour y puiser son inspiration.

### Expositions
- UNESCO (Fête nationale algérienne), 1996, Paris
- UNESCO (Salle des Actes), 1998, Paris
- OUA (XXXVe Sommet), 1999, Alger
- ONU (Palais des Nation), 1999, Genève
- Forum de Crans-Montana, 1999, Monaco
- Centre Culturel Algérien, 2006, Paris
- Galerie Oberkampf, 2012, Paris